# ダウントン・アビー (映画)
『ダウントン・アビー』（Downton Abbey）は、2019年のイギリス・アメリカ合衆国の歴史時代劇映画。マイケル・エングラー監督、ジュリアン・フェロウズ脚本。

## 概要
2010年から2015年にかけてITVで放送されたジュリアン・フェロウズ製作の同名のテレビシリーズの続編であり、ヒュー・ボネヴィル、ローラ・カーマイケル、ジム・カーター、ミシェル・ドッカリー、エリザベス・マクガヴァン、マギー・スミス、ペネロープ・ウィルトンといった多くのキャストが続投する。
時代設定は1927年で、ヨークシャーの架空のカントリー・ハウスである「ダウントン・アビー」。イギリス国王ジョージ5世とメアリー王妃によるクローリー家の大邸宅ダウントン・アビー訪問が描かれる。
イギリスでは2019年9月13日に、アメリカ合衆国では2019年9月20日に封切られた。日本では2020年1月10日に公開された。
続編『ダウントン・アビー/新たなる時代へ』は2022年4月にイギリスで公開され、第3作は2025年9月に公開される予定。

## ストーリー
テレビドラマシリーズの終了時点から1年半後の1927年に始まる。イギリス国王ジョージ5世とメアリー王妃がヨークシャーへの行幸啓途中で、クローリー家の邸宅であるダウントン・アビーを訪問するという通知が、ロバートとコーラのグランサム伯爵夫妻に来る。ロバートの母で先代グランサム伯爵夫人のバイオレットは、王妃の女官でロバートの従妹であるレディ・モード・バグショーも一行の中にいると知る。バグショー家とクローリー家は、モードの財産の相続を巡って揉めていた。
王室の使用人たちが先乗りして来て、ダウントン・アビーの使用人たちを見下し国王夫妻の世話の仕事を独占する。伯爵の長女メアリーは「執事のバローが、国王夫妻を迎える任に不足だ」と考え、引退していた前執事のカーソンを一時的に執事に復帰させる。バローは、抗議するが已む無く従う。
チェトウッド少佐がダウントン村に現れ、国王のパレード観覧の警備を確認する。だが、死去した伯爵の三女シビルの夫でアイルランド出身のトム・ブランソンは当初自身の監視役と思い込んでいたチェトウッドを疑い始め、メアリーの助けを借りて彼が国王を狙撃しようとするのを阻止する。チェトウッドは生粋の英国人でありながらアイルランド独立派（北アイルランド紛争）であり、かつて運動に関わったトムを味方だと誤認していた事が分かる。
伯爵の次女イーディスとその夫で侯爵のバーティーがダウントン・アビーに到着する。アメリカ合衆国出身のグランサム伯爵夫人コーラ、長女メアリーと次女イーディスの3人は、国王夫妻の長女（第3子）のメアリー王女との茶会に招待される。そこで王女が自身の2人の幼い息子を紹介しようとするが、夫のハーウッド伯爵に阻止させられ、クローリー家の3人は王女夫妻の夫婦仲が良好でないことを目にする。
国王夫妻の一行がダウントン・アビーに到着する。トムはレディ・バグショーの侍女のルーシー・スミスと知り合う。国王はバーティーに皇太子（のちのエドワード8世）のアフリカ訪問同行を求め、妊娠したイーディスは困惑する。トムは庭で悲しむメアリー王女を見かけ、彼女の身分を知らずに助言を与える。アンナは王室使用人で衣装係のロートンが窃盗をするのを目撃し、脅迫してイーディスのために衣装を修繕させる。ボイラーが故障するが、修理人が料理人助手のデイジーに色目を使ったことを気に入らない下僕のアンディは、修理されたボイラーを再び意図的に壊してしまう。
アンナと夫のジョン・ベイツは他の使用人たちと結託し、王室の使用人に対抗する。王室に奉仕しながらもダウントン・アビーの使用人に同情的なエリスはバローに協力し、王室の使用人の一部をロンドンに帰京させることに成功する。他の王室の使用人たちは睡眠薬を飲まされ、また"誤って"部屋に閉じ込められる。代わりにダウントンの使用人たちが料理を作り、国王夫妻を給仕する。一時的にダウントン・アビーの下僕の職に戻っていたモールズリーは緊張のあまり、ダウントン・アビーの料理人が料理を作ったことを国王に漏らしてしまうが、王妃は料理人と使用人たちに我々の謝意を伝えるようモールズリーに言う。ロバートは謝罪するが、王妃は周囲の人間が奇妙な行動をとることには慣れていると言う。
同夜、バローとエリスはヨークに行く。エリスが両親に会っている間、パブで待っていたバローは初対面の男に誘われて男性同性愛者（ゲイ）の集まるクラブに行く。だが警察が取り締まりに来てバローら客を逮捕する。エリスが王室使用人の身分を利用してバローを釈放させ、自分も同性愛者であることを漏らし、二人は絆を結ぶ。
バイオレットは子のいないモードの財産を、ロバートが相続すべきだと主張するが、モードは侍女のルーシーを相続人としている。マートン男爵夫人となっている、メアリーの前夫マシューの母のイザベルは、ルーシーが、モードの隠し子であると正しく推測する。これを知ったバイオレットはトムとルーシーを結婚させて財産をクローリー家に集めようと企む。メアリーの夫ヘンリー・タルボットが海外から戻り、ヘアウッドでの国王主催のパーティーに間に合う。メアリー王女はトムの助言のおかげで、夫との関係が修復できたことを両親に伝え、国王はトムに感謝する。王妃は国王を説得してバーティーを皇太子のアフリカ訪問旅行への同行者から除外してもらう。トムはルーシーを見つけ、テラスで二人だけで踊る。
国王夫妻訪問が終わり、メアリーはダウントン・アビーを維持することの難しさをアンナに漏らす。バイオレットは、密かにロンドンで診察を受けた結果、自分の寿命が長くないことを孫のメアリーに伝える。メアリーなら、ダウントンの伝統を守れると勇気づける。デイジーはアンディを愛していることを確認し、結婚を考え始める。カーソンは、クローリー家が次の百年も、ダウントン・アビーに住んで守れるだろうと妻の家政婦長ヒューズに話す。

## キャスト
| 役名〈爵位〉                                         | キャスト                                      | 日本語吹替                                    | 備考                                           |
| ダウントン・アビーの住人および親族 (貴族階級)        | ダウントン・アビーの住人および親族 (貴族階級) | ダウントン・アビーの住人および親族 (貴族階級) | ダウントン・アビーの住人および親族 (貴族階級)  |
| ---------------------------------------------------- | --------------------------------------------- | --------------------------------------------- | ---------------------------------------------- |
| ロバート・クローリー〈グランサム伯爵〉               | ヒュー・ボネヴィル                            | 玉野井直樹                                    | クローリー家当主                               |
| コーラ・クローリー〈グランサム伯爵夫人〉             | エリザベス・マクガヴァン                      | 片貝薫                                        | ロバートの妻でアメリカ人                       |
| ヴァイオレット・クローリー〈先代グランサム伯爵夫人〉 | マギー・スミス                                | 一城みゆ希                                    | ロバートの母                                   |
| メアリー・タルボット                                 | ミシェル・ドッカリー                          | 甲斐田裕子                                    | 伯爵の長女、実質的な当主                       |
| ヘンリー・タルボット                                 | マシュー・グッド                              | 祐仙勇                                        | メアリーの夫                                   |
| イーディス・ペラム〈ヘクサム侯爵夫人〉               | ローラ・カーマイケル                          | 坂井恭子                                      | 伯爵の次女                                     |
| バーティ・ペラム〈ヘクサム侯爵〉                     | ハリー・ハデン＝ペイトン                      | 長谷川敦央                                    | イーディスの夫                                 |
| トム・ブランソン                                     | アレン・リーチ                                | 星野健一                                      | 故三女シビルの夫                               |
| イザベル・グレイ〈マートン男爵夫人〉                 | ペネロープ・ウィルトン                        | 水野ゆふ                                      | 伯爵の親族の未亡人、メアリーの亡夫マシューの母 |
| リチャード・“ディッキー”・グレイ〈マートン男爵〉     | ダグラス・リース                              | 及川ナオキ                                    | イザベルの夫                                   |
| ダウントン・アビーの住人 (使用人関係)                |                                               |                                               |                                                |
| トーマス・バロー                                     | ロバート・ジェームズ＝コリアー                | 三上哲                                        | 執事                                           |
| エルシー・カーソン（旧姓ヒューズ）                   | フィリス・ローガン                            | 沢田泉                                        | 家政婦長、カーソンの妻                         |
| ジョン・ベイツ                                       | ブレンダン・コイル                            | 谷昌樹                                        | 伯爵付きの従者                                 |
| フィリス・バクスター                                 | ラクエル・キャシディ                          | 森本７３子                                    | 伯爵夫人付きの侍女                             |
| アンナ・ベイツ                                       | ジョアン・フロガット                          | 衣鳩志野                                      | メアリーの侍女、ベイツの妻                     |
| アンディ・パーカー                                   | マイケル・C・フォックス                       | 虎島貴明                                      | 下僕、デイジーの夫                             |
| アルバート                                           | チャーリー・ワトソン                          | 角田雄二郎                                    | 下僕                                           |
| ベリル・パットモア                                   | レズリー・ニコル                              | 美々                                          | 料理長                                         |
| デイジー・パーカー（旧姓ロビンソン／メイソン）       | ソフィー・マクシェラ                          | 中司ゆう花                                    | 料理長助手、アンディの妻                       |
| チャールズ・カーソン                                 | ジム・カーター                                | 中村浩太郎                                    | 前執事                                         |
| ジョセフ・モールズリー                               | ケヴィン・ドイル                              | 池田ヒトシ                                    | 前従者                                         |
| 王室                                                 |                                               |                                               |                                                |
| ジョージ5世                                          | サイモン・ジョーンズ                          | 水野龍司                                      | イギリス国王                                   |
| メアリー王妃                                         | ジェラルディン・ジェームズ                    | 伊沢磨紀                                      | イギリス王妃                                   |
| メアリー王女                                         | ケイト・フィリップス                          | 清水はる香                                    | ジョージ5世とメアリー王妃の長女                |
| ヘンリー・ラッセルズ (第6代ヘアウッド伯爵)           | アンドリュー・ヘイヴィル                      | 佐々木薫                                      | メアリー王女の夫                               |
| 王室の使用人                                         |                                               |                                               |                                                |
| リチャード・エリス                                   | マックス・ブラウン                            | 志賀麻登佳                                    | 国王の衣装係                                   |
| ウィルソン                                           | デヴィッド・ヘイグ                            | 魚建                                          | 国王の執事                                     |
| その他                                               |                                               |                                               |                                                |
| レディ・モード・バグショー                           | イメルダ・スタウントン                        | 小宮和枝                                      | 王妃の女官、伯爵の従妹                         |
| ルーシー・スミス                                     | タペンス・ミドルトン                          | 藤田曜子                                      | レディ・モード・バグショーの侍女               |
| チェトウッド少佐                                     | スティーヴン・キャンベル・ムーア              | 北田理道                                      |                                                |

## 製作

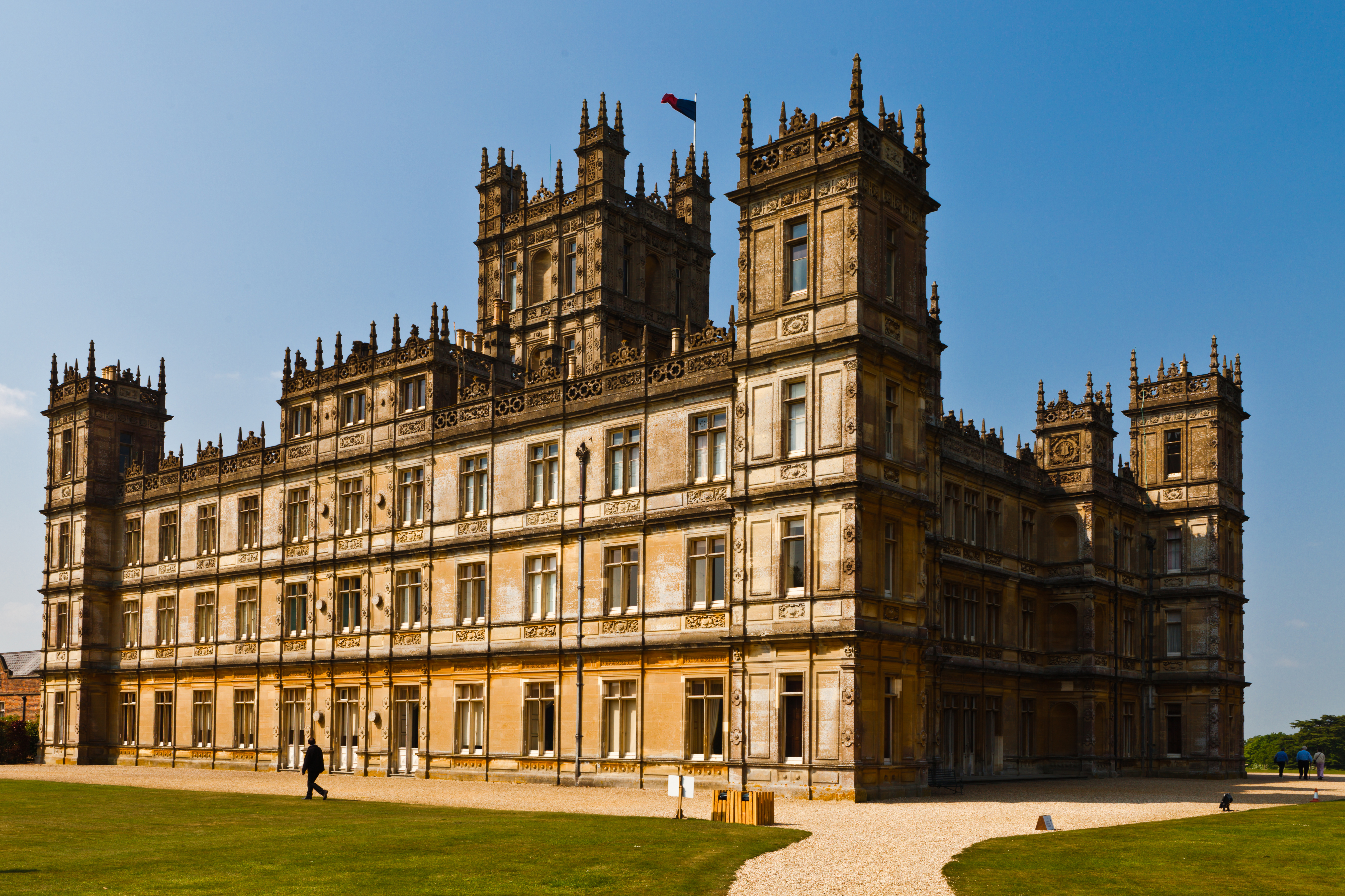
ダウントン・アビーとして撮影に使われているハイクレア・カースル。

### 構想
映画は2015年12月に52話目を以て完結した同名のテレビシリーズの続編であり、最終回である1925年の大晦日から約2年後となる1927年の秋が舞台となる。2016年4月、映画化が検討中であり、ジュリアン・フェロウズが脚本の概要作業に取り組んでいることが明らかとなった。脚本は2017年初頭にオリジナルキャストたちに配布された。
2018年7月13日、プロデューサーにより長編映画の製作が発表され、2018年中旬に撮影が始まることが明らかとなった。脚本はフェロウズにより執筆されており、監督にはブライアン・パーシヴァルの起用が予定され、プロデューサーはフェロウズ、ギャレス・ニーム、リズ・トラブリッジが就任した。配給はフォーカス・フィーチャーズとユニバーサル・ピクチャーズ・インターナショナルが手がけることとなった。
2018年8月末、パーシヴァルが監督を降板し、代わってマイケル・エングラーが就任したことが報じられた。パーシヴァルはナイジェル・マーチャントと共にエグゼクティブ・プロデューサーを務める。

### キャスティング
2018年7月、ヒュー・ボネヴィル、エリザベス・マクガヴァン、ミシェル・ドッカリー、ローラ・カーマイケル、マギー・スミスらオリジナルキャストがテレビシリーズと同じキャラクターを演じることが報じられ、その後さらにジョアン・フロガットの続投も明らかとなった。一方でローズ・マクレア役のリリー・ジェームズやジェームズ・ケント役のエド・スペリーアスは出演しないことが明らかとなった。
2018年8月、映画で新たに加わるキャストとしてイメルダ・スタウントン、ジェラルディン・ジェームズ、タペンス・ミドルトン、サイモン・ジョーンズ、デヴィッド・ヘイグ、ケイト・フィリップス、スティーヴン・キャンベル・ムーアが発表された。プロデューサーはサイモン・ジョーンズとジェラルディン・ジェームズが王と女王、デヴィッド・ヘイグが王の執事を演じることを明かした。
2018年9月、最終シリーズでヘンリー・タルボットを演じたマシュー・グッドが短時間だけ登場することが明らかとなった。またジム・カーター、ブレンダン・コイル、ケヴィン・ドイル、ハリー・ハデン＝ペイトン、ロブ・ジェームズ＝コリアー、アレン・リーチ、フィリス・ローガン、ソフィー・マクシェラ、レズリー・ニコル、ペネロープ・ウィルトンが再出演し、さらに新たにマックス・ブラウンが加わったことが報じられた。

### 撮影
主要撮影は2018年8月末にロンドンで始まった。9月20日までにテレビシリーズの主要なロケ地となったハンプシャーのハイクレア・カースルで撮影が行われた。また9月にはウィルトシャーのラコックでも撮影が行われた。撮影は2018年11月に完了した。

### 音楽
オリジナル・サウンドトラックは、2019年9月13日にリリースされた。
| 全作曲: ジョン・ラン。 |                                  |       |              |      |
| #                      | タイトル                         | 作詞  | 作曲・編曲   | 時間 |
| 1.                     | 「A Royal Command」              |       | ジョン・ラン | 4:49 |
| 2.                     | 「Pillar of the Establishment」  |       | ジョン・ラン | 1:48 |
| 3.                     | 「Gleam and Sparkle」            |       | ジョン・ラン | 2:48 |
| 4.                     | 「God Is a Monarchist」          |       | ジョン・ラン | 3:02 |
| 5.                     | 「Two Households」               |       | ジョン・ラン | 5:00 |
| 6.                     | 「Incident at a Parade」         |       | ジョン・ラン | 2:57 |
| 7.                     | 「Sabotage」                     |       | ジョン・ラン | 3:33 |
| 8.                     | 「Maud」                         |       | ジョン・ラン | 1:28 |
| 9.                     | 「Honour Restored」              |       | ジョン・ラン | 2:39 |
| 10.                    | 「Never Seen Anything Like It」  |       | ジョン・ラン | 2:27 |
| 11.                    | 「Not Entirely a Bad Night」     |       | ジョン・ラン | 2:59 |
| 12.                    | 「May I?」                       |       | ジョン・ラン | 3:08 |
| 13.                    | 「Taking Leave」                 |       | ジョン・ラン | 2:26 |
| 14.                    | 「Resolution」                   |       | ジョン・ラン | 2:15 |
| 15.                    | 「You Are the Best of Me」       |       | ジョン・ラン | 2:44 |
| 16.                    | 「Sunset Waltz」                 |       | ジョン・ラン | 3:51 |
| 17.                    | 「One Hundred Years of Downton」 |       | ジョン・ラン | 5:13 |
| 合計時間:              | 合計時間:                        | 53:07 |              |      |

## 公開
オーストラリアでは2019年9月12日、イギリスでは2019年9月13日、アメリカ合衆国では2019年9月20日に公開された。プレミア上映は2019年9月9日にレスター・スクウェアで行われた。

## 評価

### 批評家の反応
レビュー・アグリゲーターのRotten Tomatoesでは批評家の支持率は35件で83%、平均点は6.41/10となっている。Metacriticでは16件のレビューで加重平均値が60/100と示されている。